# Shin Megami Tensei
Shin Megami Tensei (Japans: 真女神転生) is een computerspel dat werd ontwikkeld en uitgegeven door Atlus. Het rollenspel (RPG) kwam in 1992 uit voor de SNES. Vanaf 1993 volgden andere platforms.

## Platforms
| Jaar | Platform            |
| ---- | ------------------- |
| 1992 | SNES                |
| 1993 | TurboGrafx CD       |
| 1994 | SEGA CD             |
| 2001 | PlayStation         |
| 2003 | Game Boy Advance    |
| 2007 | Wii Virtual Console |
| 2010 | PSP, PlayStation 3  |
| 2012 | PS Vita, Android    |
| 2014 | iPhone              |

## Ontvangst
| Beoordeeld door | Platform | Datum           | Score |
| --------------- | -------- | --------------- | ----- |
| Legendra        | SNES     | 7 oktober 2004  | 100%  |
| Legendra        | SEGA CD  | 29 juni 2007    | 100%  |
| Pixel-Heroes.de | SNES     | 5 november 2010 | 90%   |
| RPGFan          | SNES     | 10 juni 2007    | 81%   |
| GameCola.net    | SNES     | januari 2004    | 78%   |
| HonestGamers    | SNES     | 29 oktober 2010 | 70%   |